# Jean-Baptiste Berthier
Jean-Baptiste Berthier (Châtonnay, 24 febbraio 1840 – Grave, 16 ottobre 1908) è stato un presbitero francese, fondatore della congregazione dei Missionari della Sacra Famiglia.

## Biografia
Nel 1862 entrò come religioso nella congregazione dei Missionari di Nostra Signora di La Salette e per alcuni anni si dedicò alla predicazione delle missioni popolari nelle zone rurali della Francia meridionale, particolarmente nella diocesi di Grenoble.
Nel 1895 fondò a Grave la congregazione dei Missionari della Sacra Famiglia, dedita al servizio missionario, al favorimento delle vocazioni religiose ed all'assistenza pastorale alle famiglie.
Il suo processo di canonizzazione è stato avviato nel 1953.